# Gnorimosphaeroma boninense
Gnorimosphaeroma boninense är en kräftdjursart som beskrevs av Nunomura och Yoshisuke Satake 2006. Gnorimosphaeroma boninense ingår i släktet Gnorimosphaeroma och familjen klotkräftor. Inga underarter finns listade i Catalogue of Life.